# Antoni Furió
Antoni Josep Furió Diego (Sueca, Valencia, 1958) es profesor e investigador español. Catedrático de Historia Medieval de la Universidad de Valencia, preside desde octubre de 2011 la plataforma cívica progresista Valencians pel Canvi.

## Biografía
Furió fue director de publicaciones de la Universidad de Valencia durante más de una década y dirige la revista L'Espill. Ha participado en el consejo de redacción de revistas como: Revista de Historia Medieval y Pasajes (las dos publicadas por la Universidad de Valencia), El Contemporáneo (Barcelona), Recerques (Barcelona), Anuario de Estudios Medievales (CSIC, Barcelona), Anales de Historia Antigua y Medieval (Buenos Aires), Continuity and Change (Cambridge) e Hispania (del CSIC, Madrid).

## Candidatura a rector
El 2010 se presentó a las elecciones rectorales de la Universidad de Valencia con el lema "La fuerza de la razón académica". Furió obtuvo el 21,61% del voto en primera vuelta, quedando en tercera posición por ante el profesor Vicent Soler (con el 18,43%) y por detrás de la profesora García-Benau (23,49%) y el profesor Esteban Morcillo (36,47%), que finalmente ganó en segunda vuelta.

## Principales publicaciones
- Camperols del País Valencià. Sueca, una comunitat rural a la tardor de l'Edat Mitjana. Valencia: Institución Alfons el Magnànim, 1982.
- València, un mercat medieval, Valencia: Diputació de València, 1985 (editor).
- Història del País Valencià, Valencia : IVEI, 1995.
- Edición crítica de Breu descripció dels mestres que anaren a besar les mans a sa majestat del Rey Phelip de Gaspar Guerau de Montmajor (1557-1600).[3]
- Llibre d'ordenances i estatuts municipals de la ciutat de València (siglos XIII-XIV), Valencia: Universitat de València, 2006.
- El rei Conqueridor. Jaume I entre la història i la llegenda, Valencia: Bromera, 2007.
- Historia de las Españas, Tirant Humanidades, 2015.

Otra línea de investigación se ha centrado en la vida y la obra del ensayista Joan Fuster, una aproximación biográfica el libro: Album Fuster, IVEI, 1995. También dirige la publicación de la Correspondencia de Joan Fuster, de la cual han aparecido ya 10 volúmenes, editada por Edicions Tres i Quatre. Asimismo, se encarga de la edición de la Obra Completa de Joan Fuster, en siete volúmenes, de la cual ha aparecido el primer volumen.